# Hannivka, Bilohirsk
Hannivka (în ucraineană Ганнівка) este un sat în comuna Novojîlivka din raionul Bilohirsk, Republica Autonomă Crimeea, Ucraina.

## Demografie
Componența lingvistică a localității Hannivka
     Tătară crimeeană (65,02%)
     Rusă (26,68%)
     Ucraineană (5,83%)
     Alte limbi (1,34%)
Conform recensământului din 2001, majoritatea populației localității Hannivka era vorbitoare de tătară crimeeană (65,02%), existând în minoritate și vorbitori de rusă (26,68%) și ucraineană (5,83%).